# Bakerhill

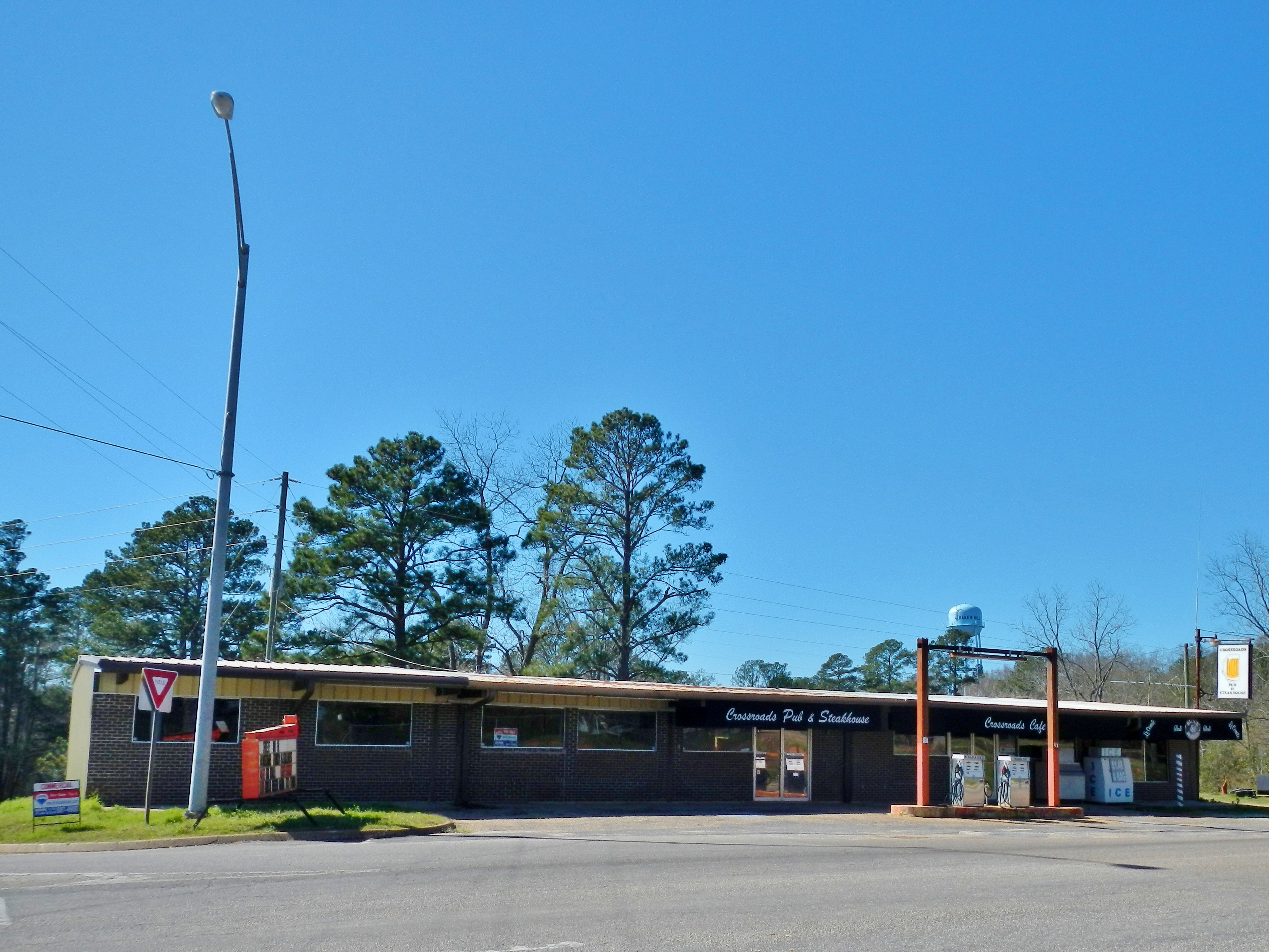
Bakerhill em 2012

Bakerhill é uma cidade localizada no estado norte-americano do Alabama, no condado de Barbour, perto de Eufaula.
Sua população, segundo o censo de 2010, era de 279 habitantes.